# Liste des cavités naturelles les plus longues du Gers

Département du Gers.

La liste des cavités naturelles les plus longues du département du Gers recense sous la forme d'un tableau, les cavités souterraines naturelles connues, dont le développement est supérieur ou égal à cent mètres.
La communauté spéléologique considère qu'une cavité souterraine naturelle n'existe vraiment qu'à partir du moment où elle est « inventée » c'est-à-dire découverte (ou redécouverte), inventoriée, topographiée et publiée. Bien sûr, la réalité physique d'une cavité naturelle est la plupart du temps bien antérieure à sa découverte par l'homme ; cependant tant qu'elle n'est pas explorée, mesurée et révélée, la cavité naturelle n'appartient pas au domaine de la connaissance partagée.
La liste spéléométrique des plus longues cavités naturelles du Gers (≥ 100 m) est  actualisée fin 2019.
La plus longue cavité répertoriée dans le département du Gers est la grotte de Buguet à Bazian (cf. ligne 1 du tableau ci-dessous).

## Gers (France)

### Cavités de développement supérieur ou égal à100m
15 cavités sont recensées au 31-12-2019.
| Réf. | Cavités (autres noms)        | Communes                    | Massifs ou zones géographiques | Coordonnées (WGS 84)        | Développement (en mètres) | Dénivelée (en mètres) | Sources ou références                    | Mises à jour |
| ---- | ---------------------------- | --------------------------- | ------------------------------ | --------------------------- | ------------------------- | --------------------- | ---------------------------------------- | ------------ |
| 1    | Grotte de Buguet             | Bazian                      |                                | 43° 40′ 02″ N, 0° 18′ 48″ E | +001 435, m               | +0028, m              | Karsteau.org & Spelunca n°140            | 2018-04      |
| 2    | Grotte de Sinaï              | Gazaupouy                   |                                | 43° 59′ 48″ N, 0° 28′ 41″ E | +001 100, m               | +0010, m              | Karsteau.org                             | 2018-05      |
| 3    | Exsurgence de Lapeyrade      | Courrensan                  |                                | 43° 49′ 23″ N, 0° 15′ 11″ E | +000992, m                | +0014, m              | Karsteau org                             | 2018-05      |
| 4    | Ruisseau souterrain d'Asin   | Pergain-Taillac             |                                | 44° 02′ 54″ N, 0° 36′ 03″ E | +000572, m                | +0000, m              | Karsteau org                             | 2018-04      |
| 5    | Igue de Fonté                | Pessoulens ou Tournecoupe?  |                                | 43° 52′ 09″ N, 0° 52′ 19″ E | +000516, m                | +0000, m              | Karsteau org                             | 2018-04      |
| 6    | Grotte de la Hox             | Bivès                       |                                | 43° 49′ 09″ N, 0° 48′ 26″ E | +000400, m                | +0003, m              | Karsteau org                             | 2018-05      |
| 7    | Exsurgence de Saubole        | La Romieu                   |                                | 43° 58′ 23″ N, 0° 31′ 05″ E | +000390, m                | +0000, m              | Karsteau org                             | 2000-00      |
| 8    | Goule de Haurigaut           | Auterive                    |                                | 43° 34′ 33″ N, 0° 39′ 01″ E | +000390, m                | +0006, m              | Karsteau org                             | 2000-00      |
| 9    | Grotte de Baluhet            | Castelnau-d'Anglès          |                                | 43° 37′ 08″ N, 0° 17′ 19″ E | +000320, m                | +0000, m              | Karsteau org                             | 2000-00      |
| 10   | Grotte du Cluzet n° 1        | Valence-sur-Baïse           |                                | 43° 51′ 40″ N, 0° 24′ 17″ E | +000310, m                | +0000, m              | Karsteau org                             | 2000-00      |
| 11   | Grotte du Pont du Diable     | Lannepax                    |                                | 43° 48′ 49″ N, 0° 13′ 27″ E | +000300, m                | +0000, m              | Karsteau org                             | 2000-00      |
| 12   | Aven de Girac                | Marambat                    |                                | 43° 46′ 04″ N, 0° 20′ 24″ E | +000250, m                | +0010, m              | Karsteau org                             | 2000-00      |
| 13   | Exsurgence de la Mounissette | Courrensan                  |                                | 43° 51′ 04″ N, 0° 14′ 52″ E | +000250, m                | +0000, m              | Karsteau org                             | 2000-00      |
| 14   | Exsurgence du Bourdieu       | La Romieu                   |                                | 43° 57′ 52″ N, 0° 30′ 48″ E | +000225, m                | +0000, m              | Spéléométrie de la France & Karsteau org | 2000-00      |
| 15   | Grotte du Cluset             | Roquepine                   |                                | 43° 54′ 42″ N, 0° 27′ 34″ E | +000185, m                | +0000, m              | Karsteau org                             | 2000-00      |
| 16   | Grotte du Cluzet n° 2        | Valence-sur-Baïse           |                                | 43° 52′ 14″ N, 0° 24′ 11″ E | +000152, m                | +0000, m              | Karsteau org                             | 2000-00      |
| 17   | Grotte de Hongrillon         | Marsolan                    |                                | 43° 56′ 18″ N, 0° 32′ 52″ E | +000135, m                | +0005, m              | Karsteau org                             | 2000-00      |
| 18   | Aven du bois de Pouy n° 2    | Courrensan                  |                                | 43° 50′ 05″ N, 0° 15′ 40″ E | +000123, m                | +0018, m              | Karsteau org                             | 2000-00      |
| 19   | Grotte de Mauvezin           | Gazaupouy                   |                                | 43° 59′ 57″ N, 0° 28′ 55″ E | +000120, m                | +0014, m              | Karsteau org                             | 2000-00      |
| 20   | Grotte de Tané               | Lectoure                    |                                | 43° 55′ 28″ N, 0° 40′ 39″ E | +000115, m                | +0012, m              | Karsteau org                             | 2000-00      |
| 21   | Grotte de Hontambère         | Castelnau d'Auzan Labarrère |                                | 43° 57′ 24″ N, 0° 07′ 31″ E | +000107, m                | +0002, m              | Karsteau org                             | 2000-00      |